# Jackie Blanchflower
John Blanchflower, mais conhecido como Jackie Blanchflower (Belfast, 7 de março de 1933 –– Manchester, 2 de setembro de 1998), foi um futebolista norte-irlandês que atuava como meio-campo. Taylor esteve entre os dez integrantes do elenco do Manchester United que sobreviveram ao desastre aéreo de Munique.
Habilidoso, inteligente e industrioso, Twiggy, como ficou conhecido pelos seus companheiros de Manchester também devído a sua versatilidade em campo, teve grande sucesso nas categorias de base do clube, onde chegou com dezesseis anos, fazendo sua estreia pouco mais de duas temporadas depois, em 24 de novembro de 1951, quando já havia completado dezoito anos, contra o Liverpool (a partida terminou 0 x 0). Embora tenha iniciado sua carreira atuando como atacante e feito relativo sucesso na equipe principal na posição, terminou ela atuando como meia. Seu recuo aconteceu por contra do grande números de atacantes que estavam presentes na equipe e surgindo das categorias juvenis.
Cotado como um dos principais nomes da Irlanda do Norte para a disputa da Copa do Mundo de 1958, a primeira disputada pelo seu país, onde atuaria ao lado de seu irmão mais velho, Danny Blanchflower, Jackie viu a possibilidade e sua carreira acabarem tragicamente poucos meses antes devído ao desastre aéreo de Munique. Voltando para casa de Belgrado, após assegurar a classificação para as semifinais da Copa dos Campeões, contra o Estrela Vermelha, após empate em 3 x 3 (nesta partida, ficou na reserva de Mark Jones, com quem disputava e revesava a posição), o avião que transportava Blanchflower e seus companheiros de equipe caiu ao decolar após uma parada para reabastecimento em Munique, Alemanha. Sete jogadores e outros catorze passageiros morreram no local, e Jackie, assim como outros companheiros, foi levado para o hospital Rechts der Isar com múltiplas fraturas nas pernas, braços, costelas e rins danificados. Jackie ficou dois meses internado, e posteriormente tentou retornar ao futebol, ficando meses treinando com a equipe do Manchester, mas sem sucesso, encerrando sua carreira prematuramente aos 25 anos. Ao todo, em sua passagem pela equipe principal, disputou 117 partidas e marcou 27 gols.